# Wesley Jobello
Wesley Jobello (ur. 23 stycznia 1994 w Gennevilliers) – martynikański piłkarz występujący na pozycji pomocnika.

## Kariera klubowa
Jobello rozpoczynał karierę w sezonie 2011/2012 w pierwszoligowym Olympique Marsylia. W Ligue 1 zadebiutował 20 maja 2012 w przegranym 0:1 meczu z FC Sochaux-Montbéliard. Było to jednocześnie jedyne spotkanie rozegrane przez niego w pierwszej drużynie Marsylii. Trzy kolejne sezony spędził w rezerwach Olympique, grających w piątej lidze.
W 2015 roku przeszedł do drugoligowego Clermont Foot. Swój pierwszy mecz w Ligue 2 rozegrał 31 lipca 2015 przeciwko FC Sochaux-Montbéliard (0:0), zaś 19 sierpnia 2016 w wygranym 1:0 pojedynku z AJ Auxerre strzelił swojego pierwszego gola w tych rozgrywkach. W 2017 roku odszedł z Clermont do ligowego rywala, zespołu Gazélec Ajaccio i spędził tam dwa sezony.
W 2019 roku został graczem angielskiego klubu Coventry City z League One.

## Kariera reprezentacyjna
W reprezentacji Martyniki Jobello zadebiutował 5 czerwca 2018 w wygranym 3:0 towarzyskim meczu z Gujaną Francuską.